# Klickitat (volk)

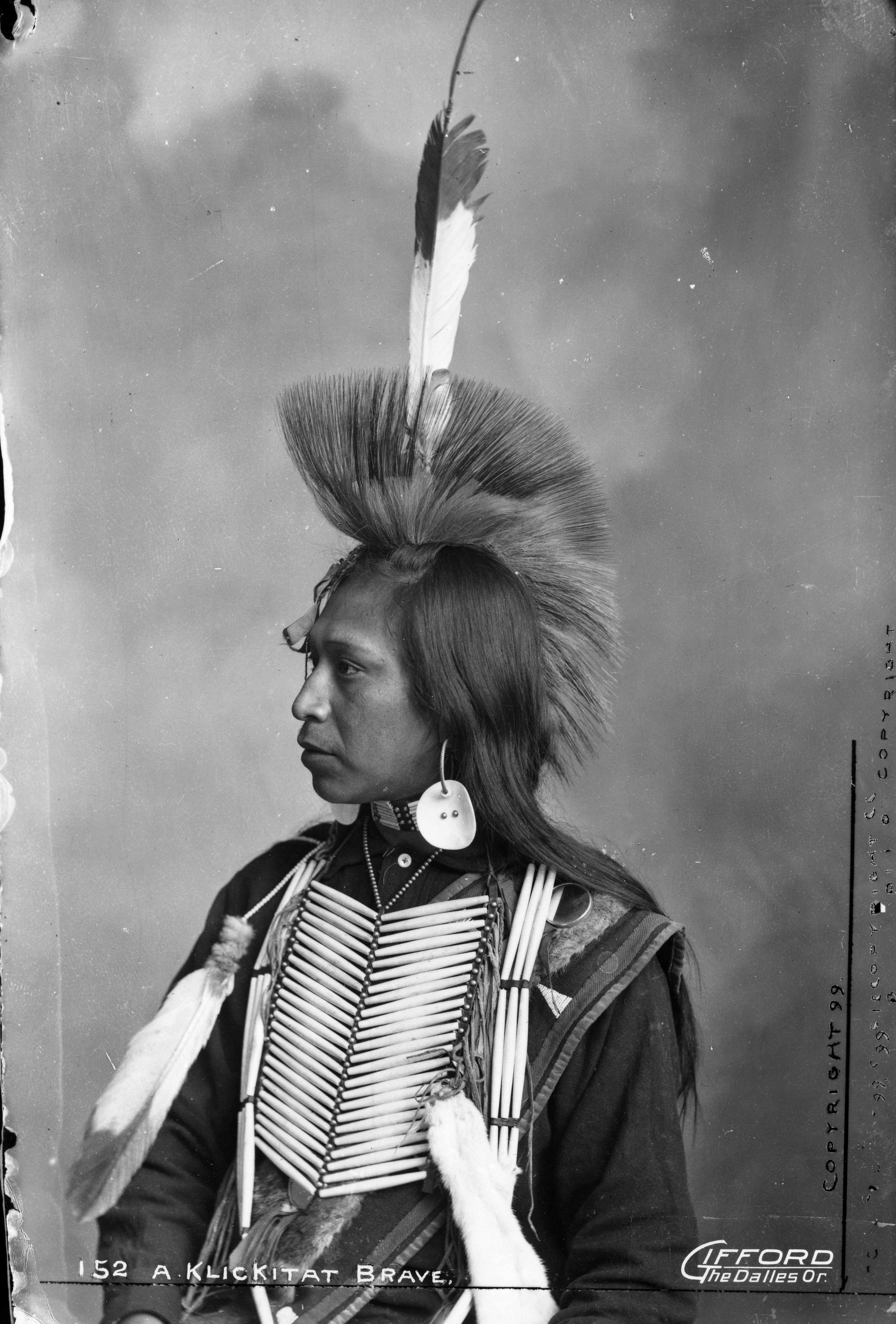
Indiaan uit de Klickitatstam, 1899

De Klickitat (ook gespeld als Klikitat) was een Indianenstam in het noordwesten van de Verenigde Staten, in de huidige staat Washington. Hun nakomelingen leven in het Yakama Reservaat. Omdat ze zijn opgegaan in de diverse stammen die in dit reservaat leven, is het aantal huidige Klickitat niet goed in te schatten.
De naam Klickitat is afkomstig van de Chinook. Zelf noemen ze zich Qwû'lh-hwai-pûm oftewel Volk van de prairie.

## Geschiedenis
De Klickitat hebben hun stamgebied in Klickitat County en Skamania County, ten noorden van de Columbia River. De stam stond bekend als handelaren. In 1805 ontmoetten ze Lewis en Clark, die het aantal leden van de stam schatten op 700 personen. Tussen 1820 en 1830 werden de stammen van Willamette Valley ernstig verzwakt door een epidemie; de Klickitat maakten hier gebruik van en trokken dit gebied binnen. Overigens was deze bezetting van tijdelijke aard: de stam werd teruggedreven naar het oorspronkelijke stamgebied ten noorden van de Columbia.
In 1855 ontstond een conflict met de Verenigde Staten. Deze zogenaamde Klickitat War betekende het einde van de zelfstandigheid van de stam. Samen met andere stammen uit de regio tekenden ze op 9 juni 1855 het Yakima Verdrag. Hierin gaven ze hun land op en gingen ze met 13 andere stammen wonen in het Yakima Reservaat (tegenwoordig Yakama Reservaat genoemd), genoemd naar de Yakama Indianen.